# Mauzolej
Mauzolej (grč. preko lat.) je velika i impresivna grobnica, obično izgrađen za preminulog vođu ili neku drugu značajniju osobu. Ime je dobio po grobnici Mauzola ,satrapa Karije koji se nalazio u središtu Halikarnasa, današnjeg Bodruma u Turskoj (Mauzolej u Halikarnasu). Zbog svoje je veličine i znamenitosti smatran jednim od sedam svjetskih čuda, a po njemu su kasnije monumentalne grobnice nazivane mauzolejima.
Monumentalne grobnice su se gradile i prije, pa su i egipatske piramide vrsta mauzoleja, ali Mauzolej u Halikarnasu je prvi raskošni mauzolej. Običaj građenja raskošnih grobnica su Grci nastavili, a postao je čest u helenističko doba. Osim helenističkih tipova mauzoleja u obliku jednostavnih hramova, Rimljani su baštinili i grobnice u obliku etruščanskih tumula, poput onih u Monterozziju i Banditacciji (Cerveteri), takve su grobnice careva Augusta i Hadrijana.
Islamski mauzoleji se nazivaju turbe (turski).
Neki od znamenitih mauzoleja su:
- Mauzolej Kira Velikog u Pasargadu iz 540. – 530. pr. Kr.
- Nakš-e Rustam, ahemenidski kraljevski mauzoleji kod Perzepolisa
- Grobnice u Petri (Jordan)
- Anđeoska tvrđava, mauzolej cara Hadrijana u Rimu iz 2. stoljeća
- Mauzolej cara Kina u Xi'anu (Kina) iz oko 210. godine
- Dioklecijanov mauzolej, danas Katedrala Svetog Dujma u Splitu iz oko 300. godine
- Galerijev mauzolej u Solunu, danas Crkva sv. Jurja iz 4. stoljeća
- Mauzolej Gale Placidije, bizantski mauzolej u Ravenni iz 5. stoljeća
- Teodorikov mauzolej (Ravenna) iz 5. stoljeća
- Grobnica šejha Safija u Ardabilu, perzijski mauzolej iz 14. stoljeća
- Tadž Mahal, grobnica mogulske kraljice Mahal iz 17. stoljeća
- Bábovo svetište (1909.), mauzolej Bába, sveca Bahá'í vjere
- Lenjinov mauzolej na Crvenom trgu u Moskvi (1924.)
- Ho Ši Minov mauzolej (1945.) na trgu Ba Đin u Hanoiu (Vijetnam)
- Mao Ce Tungov mauzolej (1976.) na trgu Tijananmen u Pekingu (Kina)

Neki od znamenitijih mauzoleja u Hrvatskoj su: Mauzolej obitelji Petrinović u Supetru (djelo Tome Rosandića), Račić u Cavtatu, i Mauzolej obitelji Meštrović u Otavicama kraj Drniša.

### Ostali projekti
|  | Zajednički poslužitelj ima još gradiva o temi Mauzoleji |